# Malta Gaming Authority

Logo der Malta Gaming Authority

Die Malta Gaming Authority (MGA) – früher Lotteries and Gaming Authority (LGA) – ist eine Aufsichtsbehörde aus Malta, die die meisten Arten von Glücksspiel auf maltesischem Territorium reguliert. Dazu gehören staatsbasierte Casinos, Spielautomaten, Wettbüros, Buchmacher, Lotterien und Anbieter von Online-Casinos.

## Geschichte
Durch den Lotteries and Other Games Act wurde die MGA 2001 damit beauftragt, die Anbieter von Glücksspielen in Malta zu regulieren und zu überwachen. Der Online-Glücksspielsektor ist für Malta ein wichtiger Wirtschaftsfaktor geworden. Dieser Industriezweig erwirtschaftet mittlerweile 12 % des BIP Maltas. In dem von der MGA überwachten Bereich sind 6800 Menschen beschäftigt. 88 % davon sind für Unternehmen aus dem Bereich Online-Glücksspiel tätig.

## Aufgaben
Zu ihrer Hauptaufgabe gehört es, die Fairness und Transparenz der Spiele sicherzustellen. Darüber hinaus ist es ihre Aufgabe, kriminelle Vorgänge zu ermitteln und zu verhindern. Es geht dabei um die Bekämpfung von Geldwäsche und Korruption sowie den Schutz Minderjähriger und gefährdeter Spieler.
Die MGA war eine der ersten Behörden, die auch die Regulierung von Online-Glücksspielanbietern zu ihren Aufgaben zählten. Ziel der MGA ist es dabei auch, für Spieler eine sichere und vor Manipulationen geschützte Umgebung für Glücksspiele zu schaffen. Die MGA hat diverse Aufgaben in Verbindung mit der Regulierung von Glücksspielanbietern. Dazu zählt die Vergabe und Regulierung von Lizenzen und der Schutz der Rechte von Spielern. Die MGA hat dabei weitreichende Befugnisse und arbeitet mit der Polizei von Malta zusammen. Die MGA kann zur Wahrnehmung ihrer Aufgaben Bußgelder verhängen und Lizenzen entziehen. Viele Casinos, die online in Deutschland Spiele anbieten, haben eine Lizenz aus Malta. 